# Cuphea glutinosa
Cuphea glutinosa är en fackelblomsväxtart som beskrevs av Adelbert von Chamisso och Schltdl.. Cuphea glutinosa ingår i släktet blossblommor, och familjen fackelblomsväxter. Inga underarter finns listade i Catalogue of Life.